# 20세기 판소리의 변화
20세기 판소리의 변화는 20세기 들어 나타난 한국 판소리의 변화를 말한다.
판소리는 18세기의 조선이라는 시대와 사회의 배경에서 초기 명창들의 예술경험을 바탕으로 해서 생성·변화되었고, 19세기에 사회적 수용이 절정에 이르렀음은 널리 알려져 있다. 그 절정기 후 150여 년이 지난 오늘날에는 양악(서양음악)에 대비되는 국악의 한 장르로, 현대문학과 대비되는 고전문학으로, 또 서구식 연극에 대비되는 전통연극으로 각각 판소리에 접근하기도 하고, 넓게는 서양문화와 다른 독특한 문화의 소산물로 인식하기도 한다. 20세기에 이르러 판소리에 많은 변화가 일어났는데 그것은 크게 음악 외적인 문제와 음악 내적인 문제로 나눌 수 있다.

## 계면조선호 경향
20세기부터 한국 사회에는 육자배기나 수심가, 흥타령과 같은 ‘비애조’의 민요와 함께 뽕짝(왜색가요)이라는 대중가요가 크게 유행했고, 판소리에서도 꿋꿋한 우조보다는 설음조인 계면조의 음악기법이 주류를 이루게 되었다. 하지만 지나친 계면조 위주의 전승과정은 판소리의 다양한 음악기법을 위축시키고 왜곡할 뿐만 아니라 ‘이면’이라는 판소리의 음악정신에도 걸맞지 않는다는 비판이 따르고 있다. 하지만 이러한 경향은 19세기 말엽부터 진행되었던 동편제에서 서편제로의 음악 스타일의 시대적 변화, 남도시나위 기법의 영향, 기교 위주의 전승과정 같은 남도지방의 음악풍토나 기호와도 관련되어 있으며, 나아가서 인간의 가장 순수한 감정인 ‘비애’에 호소함으로써 감동을 자아내는 보편적인 음악관이나 인간관과도 상관이 있을 것으로 추정할 수 있다.

## 동·서편 유파의 붕괴
동편제는 19세기 전반기의 판소리 음악어법이었고, 서편제는 19세기 후반에 유행한 음악어법이었다. 그리고 두 유파는 음악어법에서 커다란 차이점을 보이고 있었다. 그러나 20세기부터 교통의 발달로 교류가 쉬워지고 미적 기준이 개방되었던 사회적 사정이 동·서편이라는 개념을 흐리게 했고, 전승계보보다는 명창으로서의 기교가 더욱 중요하게 인식됨에 따라 광대들은 한 스승 밑에서 수련하지 않고 여러 스승에게 여러 바탕의 소리와 기교를 배우게 되었다. 이렇게 되어 악보가 없는 판소리는 자연히 전승과정에서 유파의 특징이 서로 뒤섞이게 되어 동·서편의 구별이 모호해졌다. 특히 계면조의 음악기법을 선호하게 된 시대적 배경에서는 담백하고 꿋꿋한 동편제보다는 기교적이고 낭만적인 서편제가 더욱 우세하게 되고 동편제의 선율들은 여러 가지로 변화를 겪게 되었다.

## 여류명창의 등장
19세기까지의 명창은 으레껏 남자였고 여자는 거의 없었다. 그러나 20세기부터 명창들의 경제적 후원자의 몰락과 함께 명창들의 존재 기반이 흔들리게 되자 판소리는 한편으로는 창극으로 시대적 변용의 길을 걷고, 다른 한편으로는 기방으로 침투하게 되었는데, 이 결과로 많은 여류명창들이 등장하게 된다. 그런데 남자와 여자의 성음(음색)에서부터 음역에까지 신체적 조건이 다르기 때문에 남자 명창 위주로 전승되던 판소리의 선율 형태가 자연히 신체적 조건에 따른 변화를 겪지 않을 수 없었다. 특히 여류명창에게 두루 나타나는 하성(낮은 소리)이 모자라는 약점으로 음역이 축소되는 현상이 생겼고, 그 보상으로 ‘다루친다’고 말하는 장식음의 기교가 많아지고 장단의 붙임새가 복잡해지는 양상이 나타났다.

## 장단구조의 변용
판소리의 선율을 결정하는 기본요소는 길(음계)과 장단의 틀이다. 그런데 길은 현재까지도 본청을 바탕으로 한 다섯 음의 음질서를 고수하고 있으나 장단의 운용은 그 미적 기준이 꾸준히 변화되어 왔다. 특히 19세기 말에 판소리의 영향으로 ‘산조’라는 기악 독주곡 형식이 유행하고 나서부터 각 장단의 엇붙임을 비롯한 변용방법은 다양해지고 있다. 그중에서 정정렬이 처음 시도한 것으로 알려져 있는 진양조의 엇붙임, 그리고 다른 명창들의 소리에도 나타나는 중모리, 엇모리, 자진모리의 특징적 운용방법은 장단의 단락과 선율의 단락이 일치하지 않는 예와 같이 다채롭고 기교적 기법이 점점 많아지는 양상을 보인다.

## 전조(길바꿈) 기법의 확대
판소리에는 이면을 표현하는 한 방법으로 본청(기본음)을 바꾸거나 길(음계)의 질서를 변화시키는 ‘길바꿈 기법(전조)’이 쓰이고 있다. 현재 판소리에 쓰이고 있는 길바꿈 기법은 몇 가지 이론의 틀로 모두 설명할 수 없을 만큼 다양한 방법이 사용되고 있는데, 이러한 기법들은 한 시대에 모두 확립된 것이 아니라 판소리의 역사적 전개과정에서 점차 확대된 것으로 보인다. 특히 20세기에 들어서 크게 유행한 산조라는 기억 독주곡에서 길바꿈 기법이 활용되면서 이 기법의 상승효과가 있었다고 생각된다. 한국 전통음악에서 길바꿈 기법이 자주 사용되는 장르는 판소리와 산조밖에 없기 때문이다.

## 창극과의 구분
20세기에 나타난 판소리의 전개 과정에서 가장 두드러진 변화로 꼽히는 것은 판소리가 창극이라는 장르로 확대되었다는 사실일 것이다. 그러나 한 사람의 음악적 기량에 따라 자유롭게 구사될 수 있는 여러 음악기법들이 많은 사람들이 함께 연주하는 창극에서는 약속의 필요성과 통일성의 요구로 제한받는 결과로 나타났다. 다시 말하면 음역이 다른 여러 사람들이 노래할 때에는 ‘청’(기본음)의 통일, 반주단의 가세, 연기의 필요성으로 음악성이 위축되었고, 양의 팽창이 질의 저하를 초래하게 되었다. 창극이 부정적인 평가를 받는 원인은 명창들의 뛰어난 음악성으로써 극적인 해석을 표현해 내었던 판소리가 사실적인 연극으로 옮겨오는 과정에서 귀중한 음악성을 살려내지 못했기 때문이다. 구체적으로 말하면, 극적 상황에 따를 길바꿈(전조) 기법, 장단의 엇붙임 기교, 넓은 음역의 사용 기법이 창극에서는 제한받을 수밖에 없기 때문이다. 앞으로 판소리가 새로운 종합예술 형태로 거듭나기 위해서는 판소리 안에 내제된 ‘계산된 연출행위’를 어떻게 되살려 내느냐는 관점에서 출발해서 현존하는 모든 음악을 수용하는 포용력과 치열한 예술정신, 그리고 시대정신을 바탕으로 한 새로운 창극의 모색이 필요하다.